# 단령
단령(團領)은 전근대 동아시아에서 관리들이 입던 중국식 관복의 하나이다. 반령(盤領), 원령(圓領), 원령의(圓領衣), 반령의(盤領衣), 단령의(團領衣)라고도 불렸으며, 한국에서는 색깔에 따라 청단령, 홍단령, 흑단령 등이 있었다. 단령은 호복에서 유래되었으며, 당나라 이후 동아시아의 주변 국가들이 차용하면서 국제적인 성격을 가지게 되었다. 동아시아의 국가마다 제각각의 모양을 가지고 있다.
단령은 중국 후한 시대부터 진(晋) 시대에 걸친 복식의 하나인 곡령(曲領)에서 유래하였는데, 이는 서역에서 전래된 호복의 일종이었다. 모래바람이 자주 날아다니는 사막 지대에서 옷에 모래가 들어가지 않도록 모래를 꼭 감쌀 필요가 있었고 이것이 단령의 유래가 되었다.
'단령'이라는 용어의 정의는 '둥근 옷깃'이라는 의미와, 상복(常服) 즉 공복이자 시복인 포제로서의 의미 두 가지로 대변될 수 있는데, 깃을 분류하는 과정에서 단령의 깃을 형상화한 단어였다.
당(唐)의 중서령(中書令)이었던 마주(馬周)의 상소문에는 "《예(禮)》에는 복삼(服衫)의 문양이 없고, 삼대(三代)의 제도에 심의(深衣)가 있다. 푸른색에 난(襴), 수(袖), 표(褾), 선(襈)을 더하여 사인(士人)의 상복(上服)으로 삼았다. 옆이 트인 것은 결과삼(缺骻衫)이라 하여 서인(庶人)이 입었다."라고 되어 있으며, 장손무기(長孫無忌) 또한 "포(袍)를 입는 것은 난(襴)，비(緋)、자(紫)、녹(綠)을 더하여 모두 그 품(品)을 보이고, 서인은 흰색을 입었다."고 하였다.
수당 시대의 사인들은 단령을 관복으로 삼아, 이후 왕조도 이를 답습하였다. 한국에서는 신라 김춘추에 의해 도입되어 상류층의 공복이 되었고 일본과 베트남, 류큐 왕조에까지 전해져 각국 관복의 기본 틀을 형성하였다.

## 중국의 단령

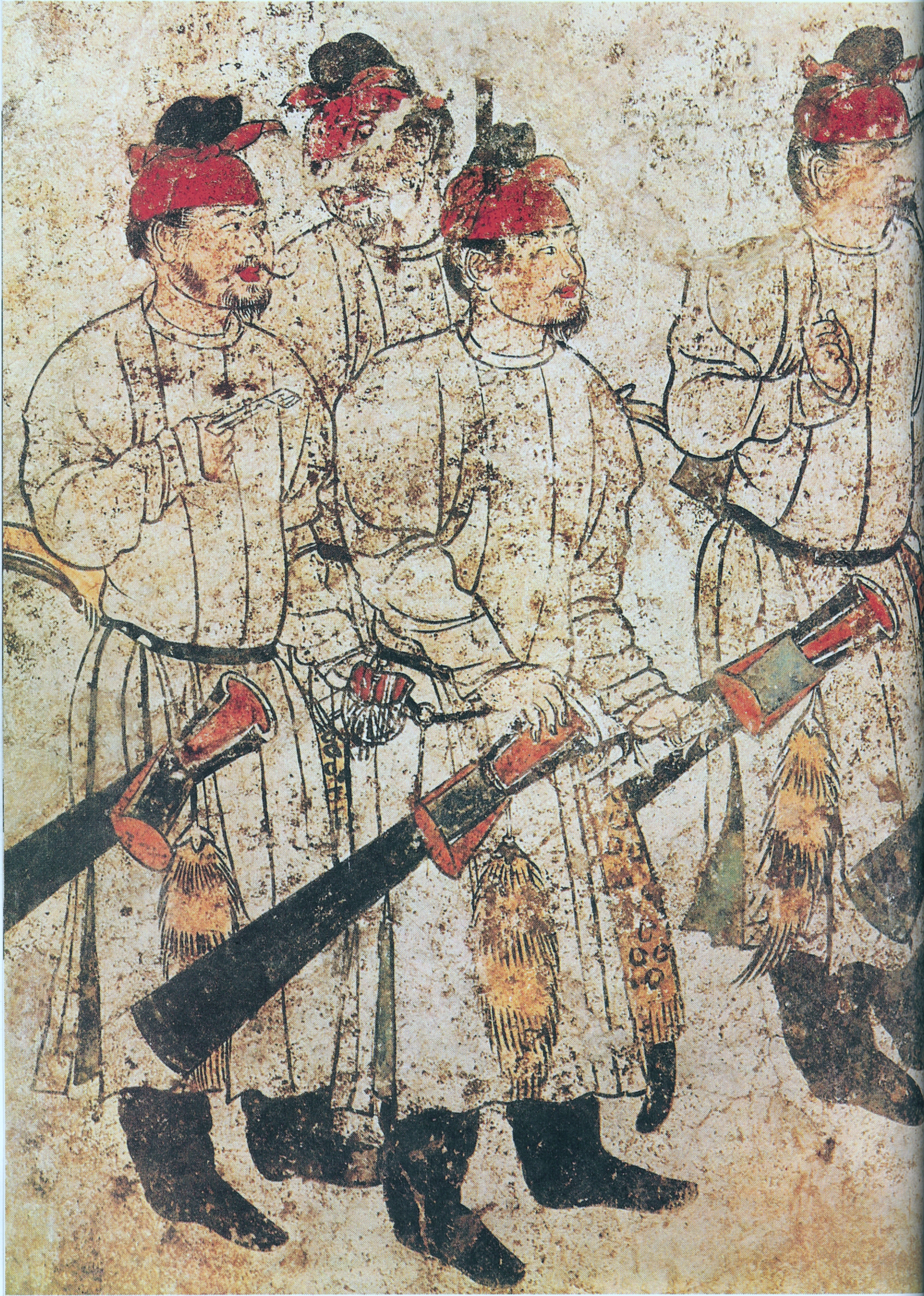
당의 장회태자묘 벽화에 그려진 단령

명 시대의 단령

서역의 호복 계통의 옷인 단령을 중국에서 입게 된 것은 중국의 회화나 토용에 단령의 둥근 깃이 나타나기 시작하는 위진남북조 시대의 일이다. 송의 심활이 지은 《몽계필담》에는 "중국의 의관은 북조 이래로 활수, 비록, 단의, 장륵화인 호복을 모두 입었다"(권1, 고사)고 했고, 왕우청은 "중국의 전통적인 복장 형태는 교령우임인데 남북조시대에 호복인 방령의와 좌임이 있었다. 

## 한국

### 수입부터 고려 말까지

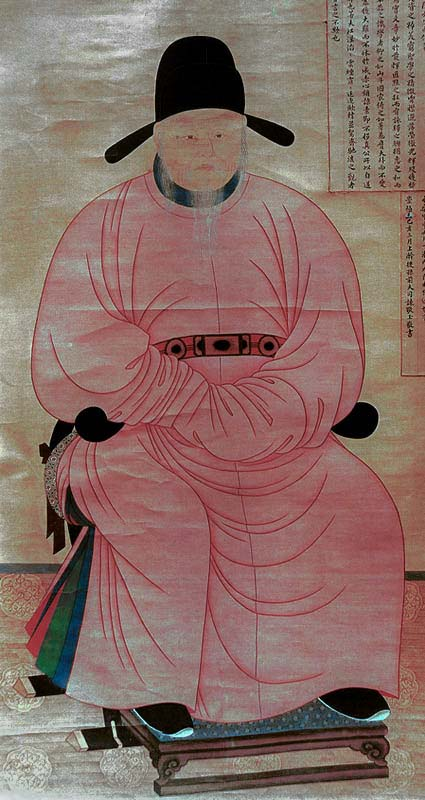
고려 말의 단령(목은영정)

한국에서 단령이 수입된 것은 신라 시대의 일이다. 《삼국사기》에는 당에 사신으로 파견되었던 김춘추가 귀국한 뒤인 진덕여왕 태화 2년(648년)에 처음으로 중국의 의관을 착용하게 하였다는 기록이 있으며, 경주 용강동 고분에서 발견된 토우에도 단령을 입고 있는 형상이 다량으로 확인되었다.
한국에서 단령은 고려 말 명으로부터 다시 사여받은 것이 직접적인 시조가 되는데, 명에 사신으로 갔던 설장수가 처음으로 명의 사모를 받아 왔으며, 정몽주에 의해 사모와 단령이 고려의 정식 관복으로 채용되었다.

### 조선 시대의 단령

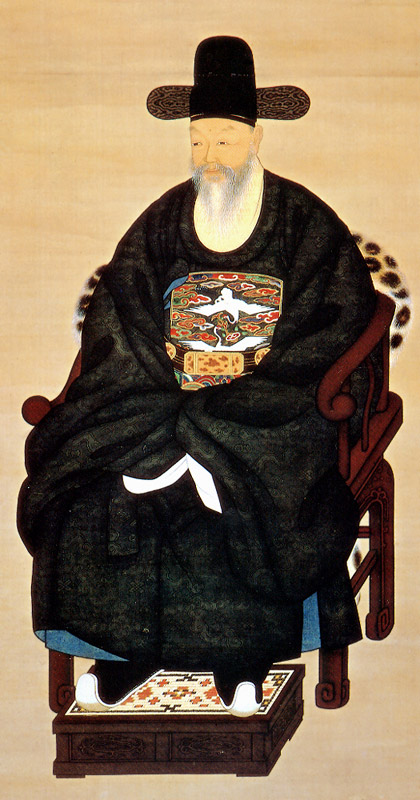
흑단령을 입은 김정희 초상.

조선조에 이르러 단령은 그 구조와 외양에서 큰 변화를 겪는데, 그 형태 변화 요소가 뚜렷하게 보이는 시기는 크게 네 개로 구별할 수 있다. 조선의 개창(1392년)부터 1500년대 말까지의 제1기는 단령의 초기 무와 소매의 형태가 고려 말의 그것과 비교해 큰 변화가 없이 이어진 시기였다.
임진왜란을 겪고 난 뒤인 1600년대 초에서 1600년대 말까지에 해당하는 제2기에는 7년여에 걸치는 임진왜란에 이어 다시 병자호란을 겪은 조선이 전후 혼란을 극복하는 과정에서 정치, 경제, 사회, 문화면에서 가장 큰 변화의 움직임을 보인 시기로 단령에서도 무의 양식이나 소매의 유형에서 다양한 양식이 혼재했다.
1700년대 초에서 1800년대 중반까지의 제3기는 소매모양이나 무의 모양 등 단령 형태가 거의 변화 없이 유지되었는데, 이 시기는 조선조의 중흥기를 이룬 영정조 시대에서 개화의 물결이 밀려들어오는 병자수호조약 이전까지의 시기에 해당한다. 당쟁 완화와 민생 향상을 위한 노력이 이루어지고 정부의 문화 정책 치중과 동시에 경제적 발전이 이루어지지만 이러한 발전이 사치 현상으로 이어져 복식 정책은 주로 사치 금지에 집중되어 있었다.
마지막 제4기는 1800년대 중반부터 대한제국 전후의 시기로, 쇄국정책을 고수하던 조선이 자율적, 타율적으로 근대화를 이루는 과정에서 문화와 사상적인 면에서 큰 전환기가 찾아왔을 뿐 아니라, 복식에 있어서도 큰 변화가 찾아왔던 시기이기도 했다.